# 4261 Gekko
4261 Gekko је астероид главног астероидног појаса са средњом удаљеношћу од Сунца која износи 2,791 астрономских јединица (АЈ).
Апсолутна магнитуда астероида је 12,5.